# Caio Atílio Régulo (cônsul em 225 a.C.)
Caio Atílio Régulo (m. 225 a.C.; em latim: Gaius Atilius Regulus) foi um político da gente Atília da República Romana eleito cônsul em 225 a.C. com Lúcio Emílio Papo. Morreu combatendo os gauleses na Batalha de Telamão. Era filho de Marco Atílio Régulo, cônsul em 267 e 256 a.C., e que morreu no exílio em Cartago depois de ser capturado na Batalha de Túnis durante a Primeira Guerra Púnica. Marco Atílio Régulo, cônsul em 227 e 217 a.C., era seu irmão.

## Consulado (225 a.C.)
Foi eleito cônsul com Lúcio Emílio Papo em 225 a.C., ano da grande guerra na Gália Cisalpina. Foi enviado pelo Senado Romano para enfrentar uma revolta na Sardenha enquanto Emílio Papo dirigia a campanha contra os gauleses. Foi depois reconvocado para lutar na Gália e desembarcou com seu exército em Pisa para cercar o exército gaulês. Obrigados a lutar mesmo estando em uma posição desvantajosa, os gauleses lutaram furiosamente na planície de Campo Régio na batalha que ficou conhecida como Batalha de Telamão. Régulo, possivelmente tentando obter um triunfo por conta própria, decidiu enfrentar os gauleses sem aguardar a ajuda de Emílio Papo. Contudo, os seus planos vieram abaixo quando a cavalaria romana se defrontou com a cavalaria gaulesa, mais forte, e foi esmagada no primeiro encontro. O cônsul foi morto no confronto e a sua cabeça foi entregue aos reis gauleses. Apesar da morte de Atílio Régulo, a vitória romana foi total: segundo as fontes, os romanos mataram 40 000 e aprisionaram outros 10 000 gauleses, incluindo o chefe Concolitano (o outro, Aneroesto, se matou para não ser capturado).